# Herb powiatu łaskiego

Herb powiatu łaskiego w latach 2002-2013

Herb powiatu łaskiego – jeden z symboli powiatu łaskiego, ustanowiony 30 sierpnia 2002, ze zmianą 28 listopada 2013.

## Wygląd i symbolika
Herb przedstawia na tarczy w polu czerwonym złote godło herbu w postaci korabia pozbawionego masztu ozdobionego lwimi głowami, nad którym umieszczone są infuła oraz skrzyżowane ukośnie podwójny krzyż arcybiskupi i pastorał.